# مارکسبری
مارکسبری (به انگلیسی: Marksbury) یک روستا و محله مدنی در بریتانیا است که در باث و سامرست شمال‌شرقی واقع شده‌است. مارکسبری ۳۹۷ نفر جمعیت دارد.